# 法姆里奇 (伊利諾伊州)
法姆里奇（英語：Farm Ridge）是位於美國伊利諾伊州拉薩爾縣的一個非建制地區。該地的面積和人口皆未知。

## 地理
法姆里奇的座標為41°13′30″N 88°54′47″W / 41.22500°N 88.91306°W，而該地的平均海拔高度為196米（即643英尺）。